# Podochilus rhombeus
Podochilus rhombeus är en orkidéart som beskrevs av Johannes Jacobus Smith. Podochilus rhombeus ingår i släktet Podochilus och familjen orkidéer.
Artens utbredningsområde är Sulawesi. Inga underarter finns listade i Catalogue of Life.